# Cristilabrum simplex
Cristilabrum simplex är en snäckart som beskrevs av Alan Solem 1981. Cristilabrum simplex ingår i släktet Cristilabrum och familjen Camaenidae. IUCN kategoriserar arten globalt som sårbar. Inga underarter finns listade i Catalogue of Life.